# Vincenzo Sardi di Rivisondoli
Vincenzo Sardi di Rivisondoli (Sulmona, 13 dicembre 1855 – Istanbul, 11 agosto 1920) è stato un arcivescovo cattolico italiano.
Fu ordinato sacerdote il 18 dicembre 1882. Protonotario apostolico nel 1903.
Lo stesso anno fu nominato da Pio X segretario dei Brevi ai Principi. In quella veste concorse alla redazione dell'enciclica Pascendi (1907), con la quale Pio X condannò il modernismo.
Il 10 aprile 1908 fu promosso arcivescovo titolare di Cesarea di Palestina e vicario apostolico di Costantinopoli. Nel 1916 fu nominato da Benedetto XV consultore di Propaganda Fide, nel 1917 assessore della Congregazione Concistoriale e segretario del Collegio cardinalizio.

## Genealogia episcopale e successione apostolica
La genealogia episcopale è:
- Cardinale Scipione Rebiba
- Cardinale Giulio Antonio Santori
- Cardinale Girolamo Bernerio, O.P.
- Arcivescovo Galeazzo Sanvitale
- Cardinale Ludovico Ludovisi
- Cardinale Luigi Caetani
- Cardinale Ulderico Carpegna
- Cardinale Paluzzo Paluzzi Altieri degli Albertoni
- Papa Benedetto XIII
- Papa Benedetto XIV
- Papa Clemente XIII
- Cardinale Bernardino Giraud
- Cardinale Alessandro Mattei
- Cardinale Pietro Francesco Galleffi
- Cardinale Giacomo Filippo Fransoni
- Cardinale Carlo Sacconi
- Cardinale Edward Henry Howard
- Cardinale Mariano Rampolla del Tindaro
- Arcivescovo Vincenzo Sardi di Rivisondoli

La successione apostolica è:
- Arcivescovo Gabriele Natale Moriondo, O.P. (1914)